# Maksym Salisnjak

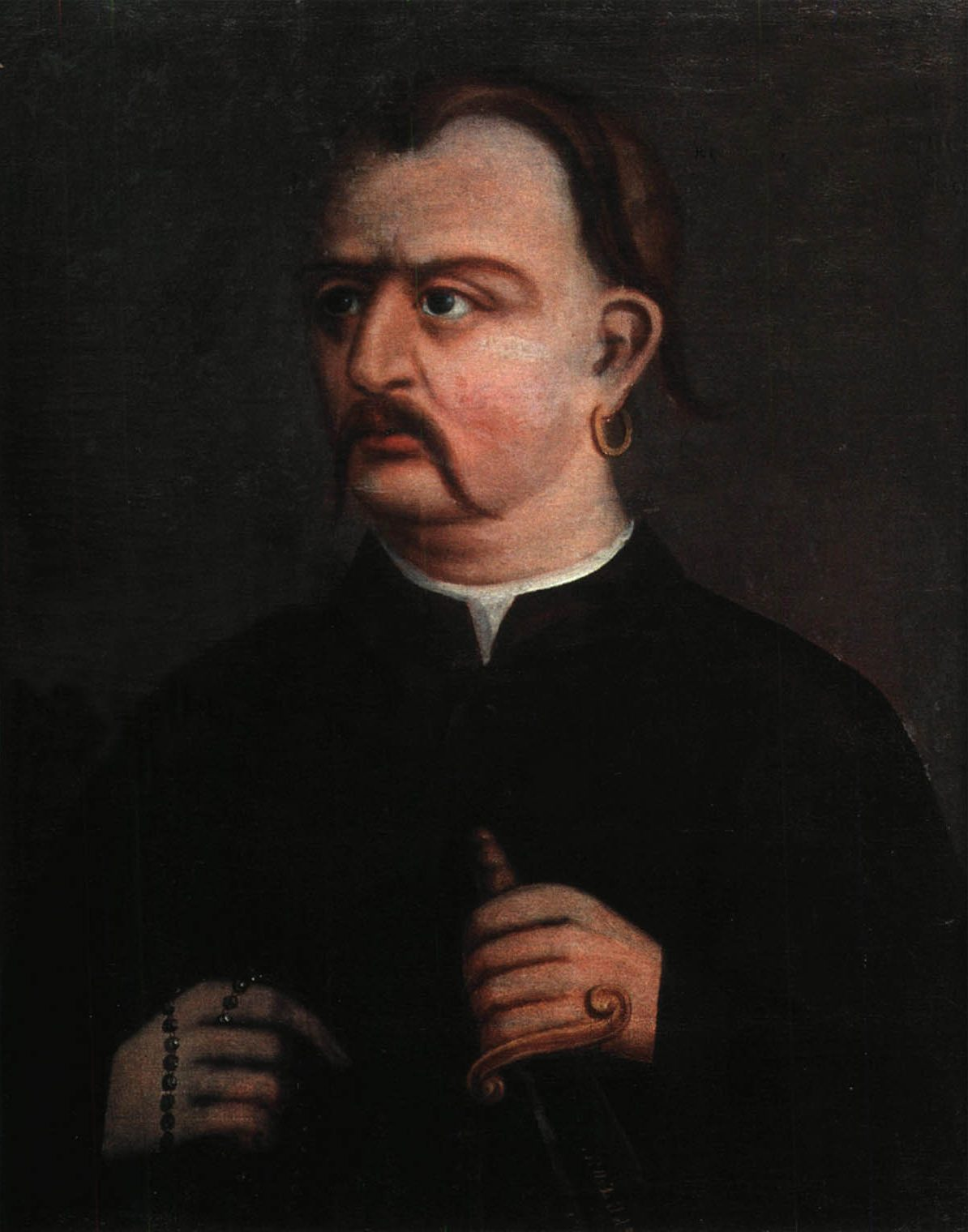
Maksym Salisnjak

Maksym Ijewlewytsch Salisnjak (ukrainisch Максим Ієвлевич Залізняк; * um 1740 in Iwkiwzi bei Tschyhyryn, Rechtsufrige Ukraine; † nach 1768 in Nertschinsk, Russisches Kaiserreich) war ein Saporoger Kosak und Anführer der Hajdamaken im Kolijiwschtschyna-Aufstand im Jahre 1768.

## Leben
Maksym Salisnjak kam um 1740 in Iwkiwzi (Івківці; zu Medwediwka) in der rechtsufrigen Ukraine als Sohn eines Kosaken zur Welt. Nachdem sein Vater verstorben war, begab er sich in die Saporoger Sitsch. Ab 1762 arbeitete er als Fischer auf dem Dnepr und zog nach Kiew.
Im Jahr 1768 führte er zusammen mit Iwan Gonta (Іван Ґонта) die Hajdamaken im Kolijiwschtschyna-Aufstand, einer Rebellion der rechtsufrigen Kosaken und Bauern als Reaktion auf die Konföderation von Bar gegen die polnische Feudalherrschaft der Szlachta in der rechtsufrigen Ukraine, an.
Er stellte im Waldgebiet Cholodnyj Jar eine Rebellengruppe Saporoger Kosaken auf und brachte bis Ende Mai 1768 unter anderem die Städte Tscherkassy, Smila, Korsun, Kaniw, Bohuslaw, Swenyhorodka und Lyssjanka unter seine Kontrolle.
Nachdem die Hajdamaken im Juni 1768 Uman, das Handelszentrum der rechtsufrigen Ukraine, erobert und dort ein Massaker unter dem polnischen Adel und den Juden der Stadt veranstaltet hatten, bei dem schätzungsweise etwa 20.000 Juden und Polen ermordet wurden, erklärte Salisnjak die Wiederherstellung des Hetmanats und sich selbst zum neuen Hetman.
Am 8. Juli 1768 wurde Salisnjak zusammen mit nahezu seinem gesamten Offiziersstab auf Anordnung der russischen Kaiserin Katharina II. vom russischen General Michail Kretschetnikow (Михаил Никитич Кречетников) verhaftet und in die Kiewer Festung Petschersk gesperrt. Salisnjak wurde zu lebenslanger harter Arbeit in den Erzgruben der sibirischen Stadt Nertschinsk verurteilt, wo er vermutlich starb.

## Nachwirkung
Salisnjak wurde zum Gegenstand von Liedern und literarischen Werke in der Ukraine. Unter anderem schrieb Taras Schewtschenko in Die Hajdamaken (1841) und Cholodnyj Jar („Die kalte Schlucht“, 1845), Jurij Mushketyk den Roman Haidamaky (1957) und Mykola Lyssenko verfasste zwei Lieder über Salisnjak und den Hajdamaken-Aufstand.
In Buda steht das Naturdenkmal Maksym-Salisnjak-Eiche.